# 員工價值
企業衡量員工價值，可以從其思考、行為、工作表現度等來衡量，而企業在面臨競爭時，若必須減少員工人數，則企業將做出取捨。而員工應提昇自我工作能力及主管認同度，以下提出簡要做法供參考：
1.許多事情可用簡單化來處理，大量的例行性事務儘可能電腦化或外包處理，多花時間在策略性及創造性的規劃上。 
2.每半年大家最頭痛的打考績與調薪，也可簡化成只挑出３０％屬於公司重要資產的員工，好好認真處理與獎 
勵，以留住人才，剩下的７０％員工則交由電腦依公司規定的公式公平處理，既簡單又有效益。 
或許會是下列狀況： 
如果你發現你很努力卻仍淪為公司的７０%，你可以
１.更努力，期待哪一天電腦出錯時將你重新歸類為３０％ 
２.離職，這樣你會有機會變成別家公司的３０％ 
學習系統工程的經驗说明，已經丟入電腦處裡的資料絕少會被重新檢閱，除非系統出什麼大差錯，換言之，一 
但淪為７０％的人，以後你繼續屬於７０％的機率遠比你能翻身的機率大得多。